# Олиготрофные озёра

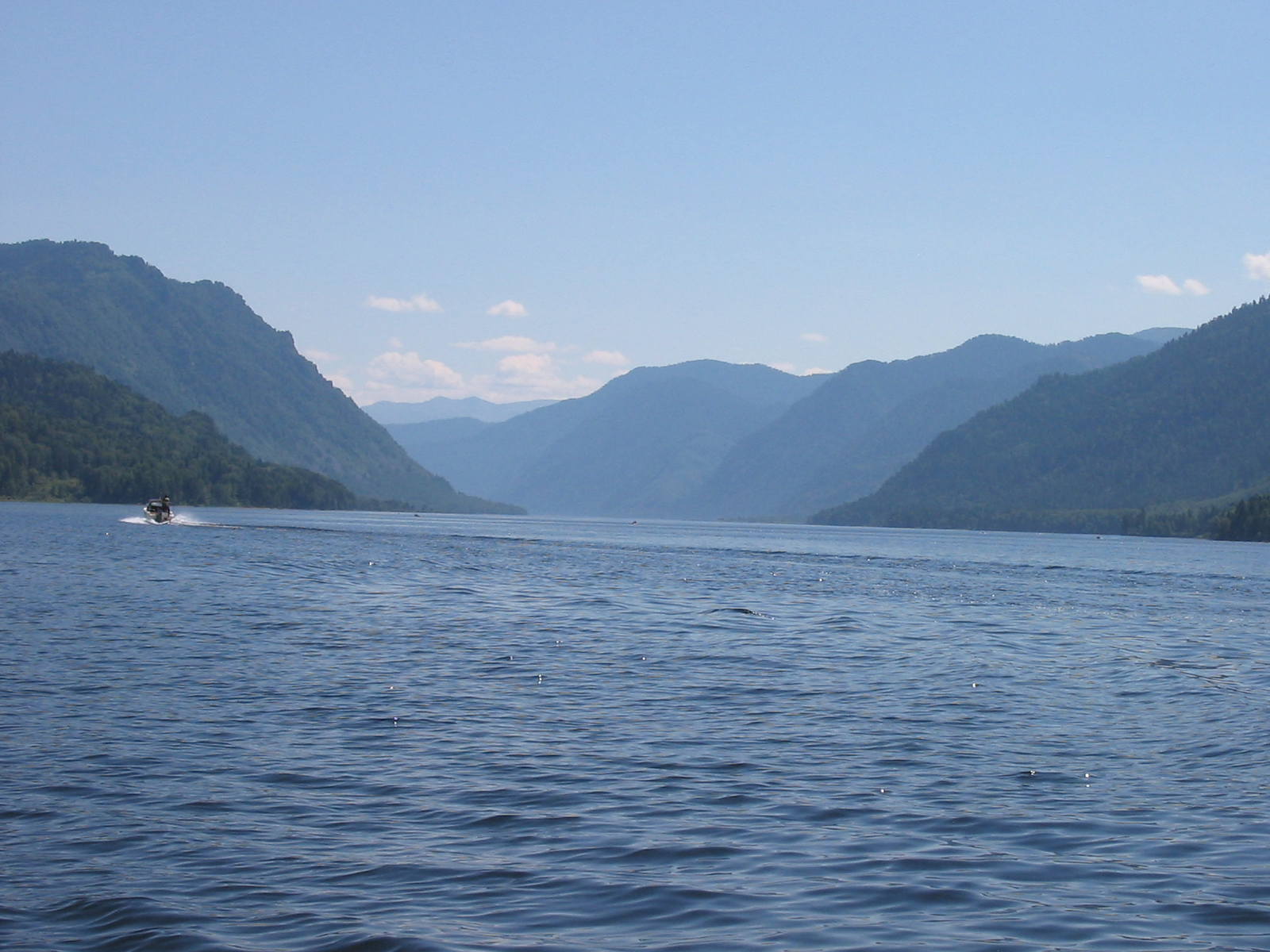
Телецкое озеро — пример олиготрофного водоёма

Олиготро́фные озёра (от др.-греч. ὀλίγος — «немногий», «незначительный» и τροφή — «питание») — озёра, характеризующиеся низкой долей растворённых в воде питательных веществ.
Олиготрофными обычно бывают холодные горные озёра и озёра с песчаным дном, активно питаемые родниками. Олиготрофность, как правило, свойственна глубоким озёрам. Водоёмы данного типа отличаются пониженной минерализацией воды, высокой прозрачностью и значительным содержанием кислорода на протяжении круглого года.
Развитие фитопланктона и микроорганизмов в олиготрофных озёрах незначительно. Преобладающий тип трофических цепей — пастбищный, цепи разложения выражены слабо. Продуктивность органического вещества низка. Рост растений значительно ограничен, как и воспроизводительная способность фауны рыб.
Как правило, олиготрофными являются озёра в начале жизненного цикла. По мере развития водоёма происходит накопление питательных веществ, что приводит к постепенной эвтрофикации. Однако возможен и обратный процесс, именуемый олиготрофизацией. Олиготрофизация сопровождается снижением водородного показателя воды (повышением кислотности среды).
Примеры олиготрофных озёр на территории бывшего СССР: Байкал, Ладожское озеро, Онежское озеро, Иссык-Куль, Телецкое.